# Hilkka Kemppi
Hilkka Kemppi, född 19 maj 1988 i Asikkala, är en finländsk lärare och politiker (Centern). Hon är ledamot av Finlands riksdag sedan 2019.
Kemppi blev invald i riksdagen i riksdagsvalet 2019 med 3 600 röster från Tavastlands valkrets. Hon omvaldes i riksdagsvalet 2023 med 5 312 röster från Tavastlands valkrets.